# Zuckertüte

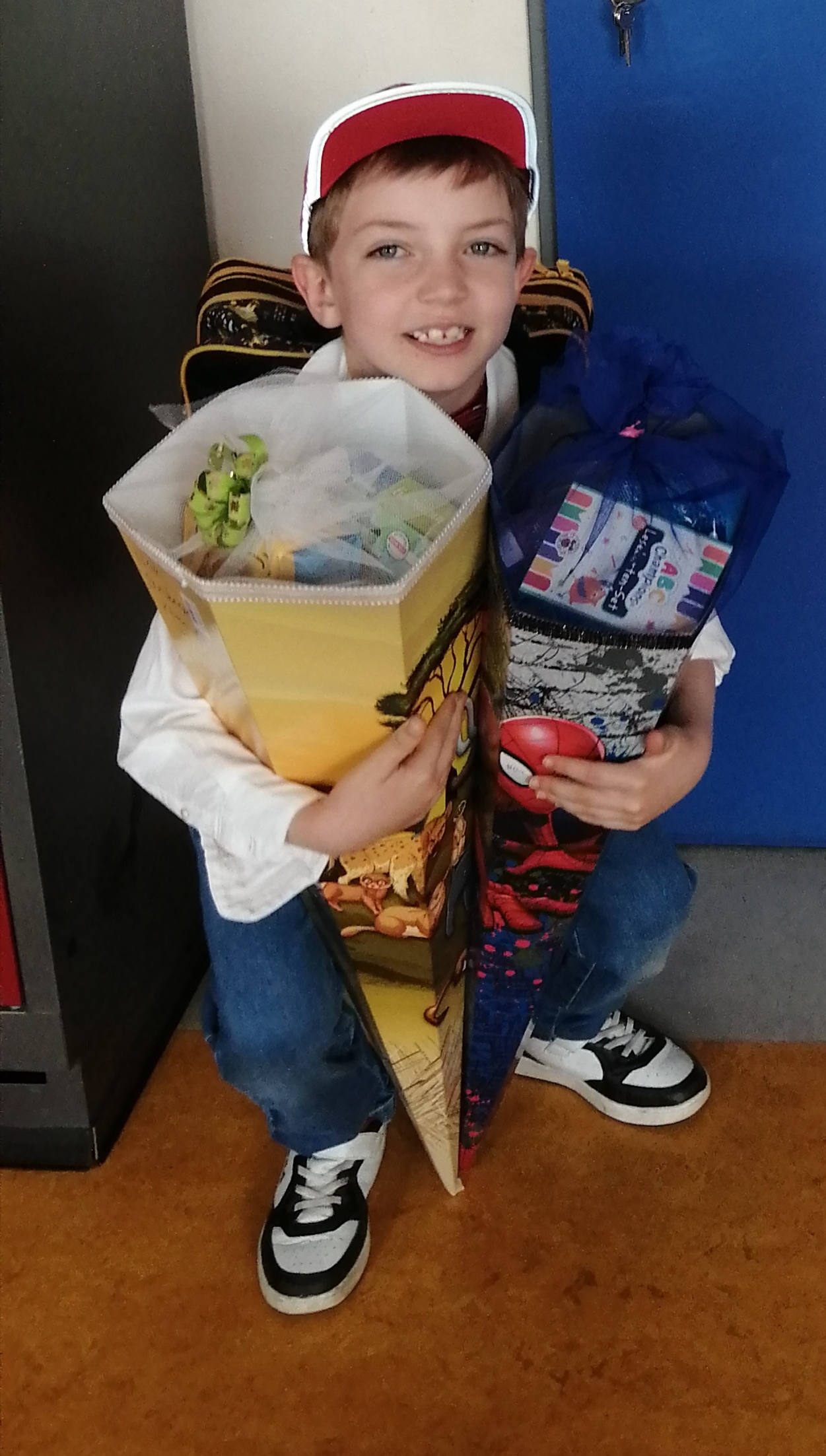
Garçon avec deux Zuckertüten.

Une Zuckertüte (fr. : « cornet de sucre »), connu aussi comme Schultüte (fr. : « cornet scolaire ») en Allemagne de l'Est, est un cornet en carton ou en plastique plein de bonbons, jouets, fournitures scolaires et autres surprises pour les enfants. En Allemagne et en Autriche, dans certaines régions de Pologne et de République Tchèque, les parents l’offrent aux enfants pour marquer leur entrée à l’école primaire.
L’entrée à l’école primaire (Einschulung) constitue en Allemagne un véritable rite de passage, vu que la scolarité n’inclut pas l’école maternelle. Pour les enfants allemands, l'entrée à l'école primaire constitue leur première expérience dans le système éducatif à proprement parler.

## Histoire
Cette tradition typiquement allemande remonte à l’année 1810, où elle surgit dans les régions de la Saxe et de la Thuringe. Les premiers cornets scolaires ont été confectionnés à Iéna (1817), Dresde (1820) et Leipzig (1836). On avait l’habitude de raconter aux enfants qu’il y avait un arbre de cornets scolaires dans la maison de l’enseignante, qui, par la grosseur des cornets qu’il portait, indiquait qu’il est grand temps de se préparer pour l’entrée au primaire.

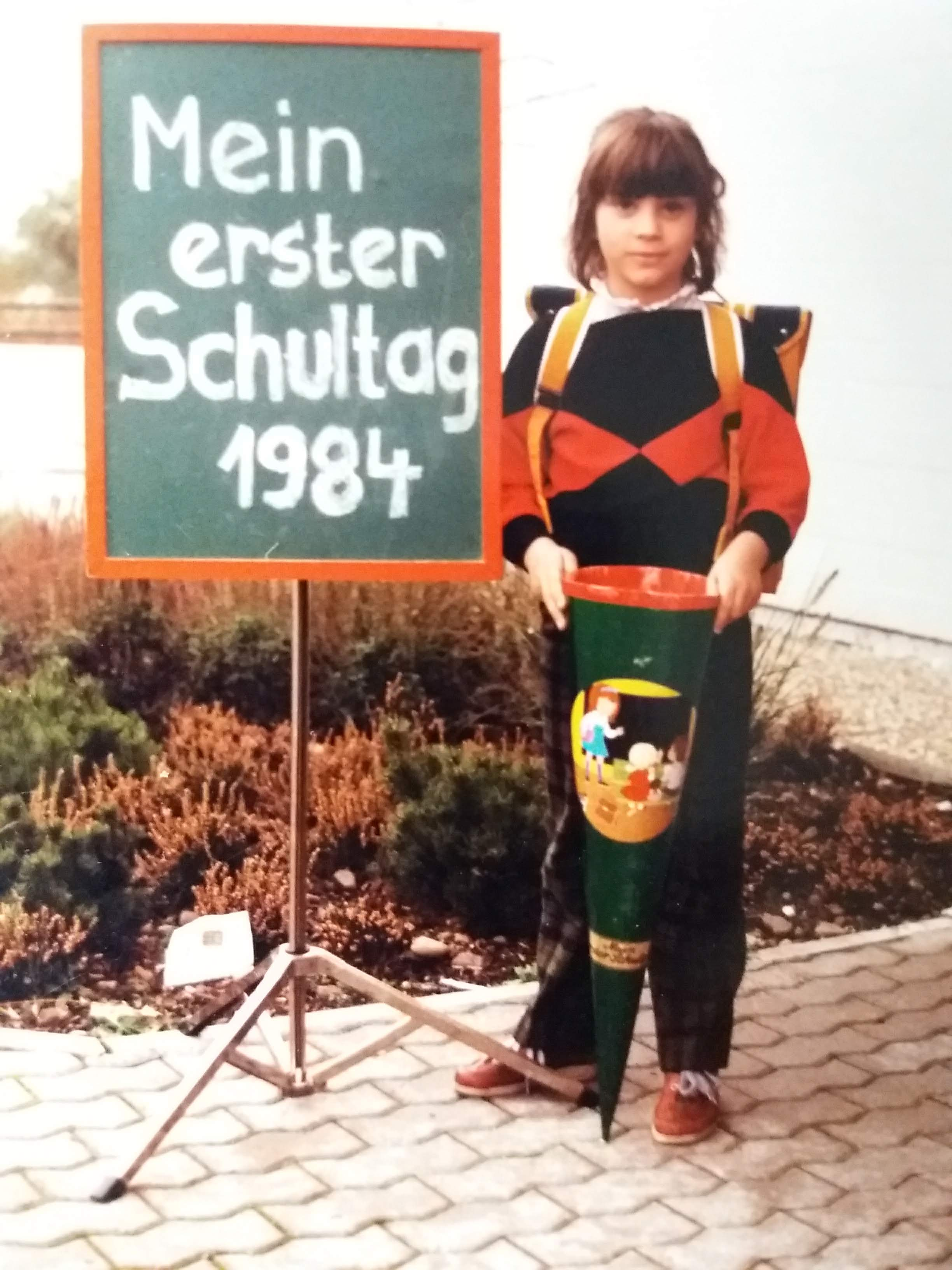
Fille avec sa Schultüte, Saarlouis, Germany, 1984

Répandus principalement dans les villes d’Allemagne centrale, les cornets scolaires commencent ensuite à gagner en popularité dans d’autres provinces. Berlin est la première grande ville hors des régions d’origine où ce phénomène s’introduit. Il n’y a pas unanimité sur la question de savoir quand le cornet scolaire a commencé à se populariser aussi en Allemagne de l’Ouest : certaines sources placent cet évènement au milieu du XXe siècle, tandis que d’autres recherches affirment la présence du cornet scolaire dans la ville de Cassel, dans l’ouest de l’Allemagne, dès 1907. Néanmoins, la diffusion ne s’accélère vraiment qu’après la Première Guerre mondiale.
En cette rentrée scolaire 2024, le département de la Moselle organise la remise des cornet scolaire dans 74 écoles du département.

## Formes et coutume
Pendant la division de l’Allemagne, dans l’ancienne Allemagne de l'Est, des cornets scolaires hexagonaux[Quoi ?] de longueur de 85 cm se sont établis, tandis que dans l'Allemagne de l'Ouest, les modèles traditionnels, ronds[Quoi ?] et d’une longueur de 70 cm, prévalaient.
Tandis qu’autrefois, c’étaient les parrains et marraines qui remplissaient ces cornets, aujourd’hui ce sont souvent les parents qui le font. Le jour de l’entrée au primaire, chaque école organise une petite cérémonie d’accueil pour les nouveaux élèves qui y participent, portant chacun son cornet scolaire. Selon la tradition, ils peuvent l’ouvrir seulement dans la classe ou plus tard à la maison.
Les cornets scolaires sont faits de carton, multicolores et décorés de motifs divers. Traditionnellement, les parents ou les enfants eux-mêmes les confectionnent au jardin d’enfants. Ils sont remplis de bonbons, de petits cadeaux et jouets, de crayons ou d’autres fournitures pour l’école et parfois même de vêtements. Aujourd’hui, les cornets scolaires traditionnels sont souvent remplacés par des cornets de plastique et quelquefois déjà remplis.

## Particularités
Produisant plus de deux millions de cornets scolaires par an, l'entreprise Nestler Feinkartonagen GmbH à Ehrenfriedersdorf en Saxe est le premier fabricant de cornets scolaires en Allemagne aujourd’hui.

## Galerie

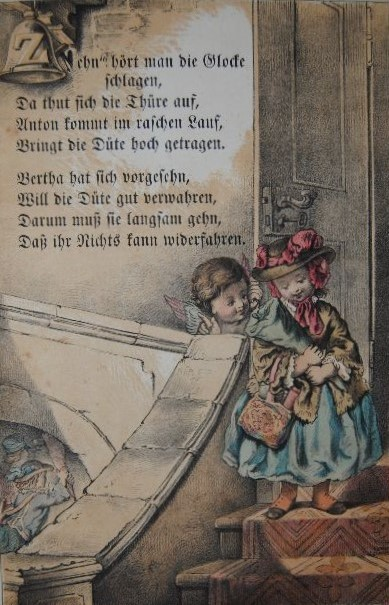
La petite Berta descend prudemment les escaliers, en veillant à ne pas laisser tomber son Zuckertüte. Neues Zuckerdütenbuch (1859).
Premier jour d'école, années 1930.
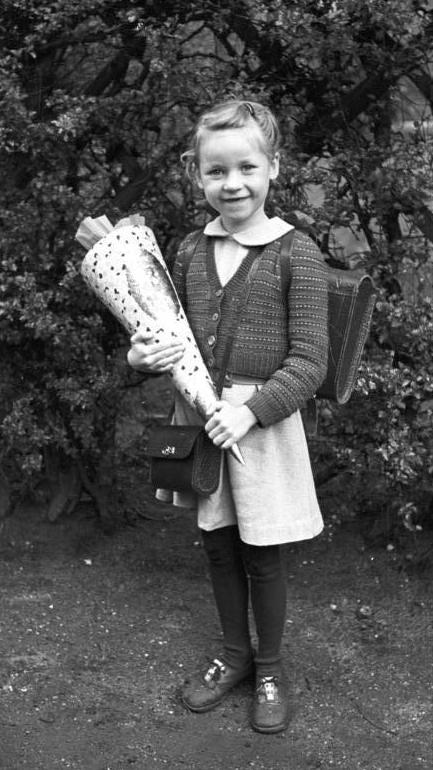
Premier jour d'école, 1953.
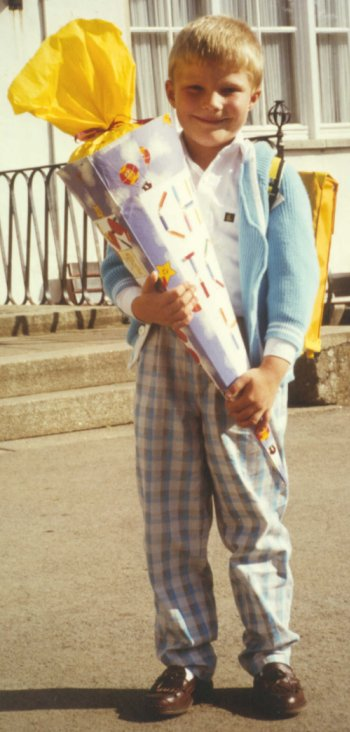
Premier jour d'école, 1970.
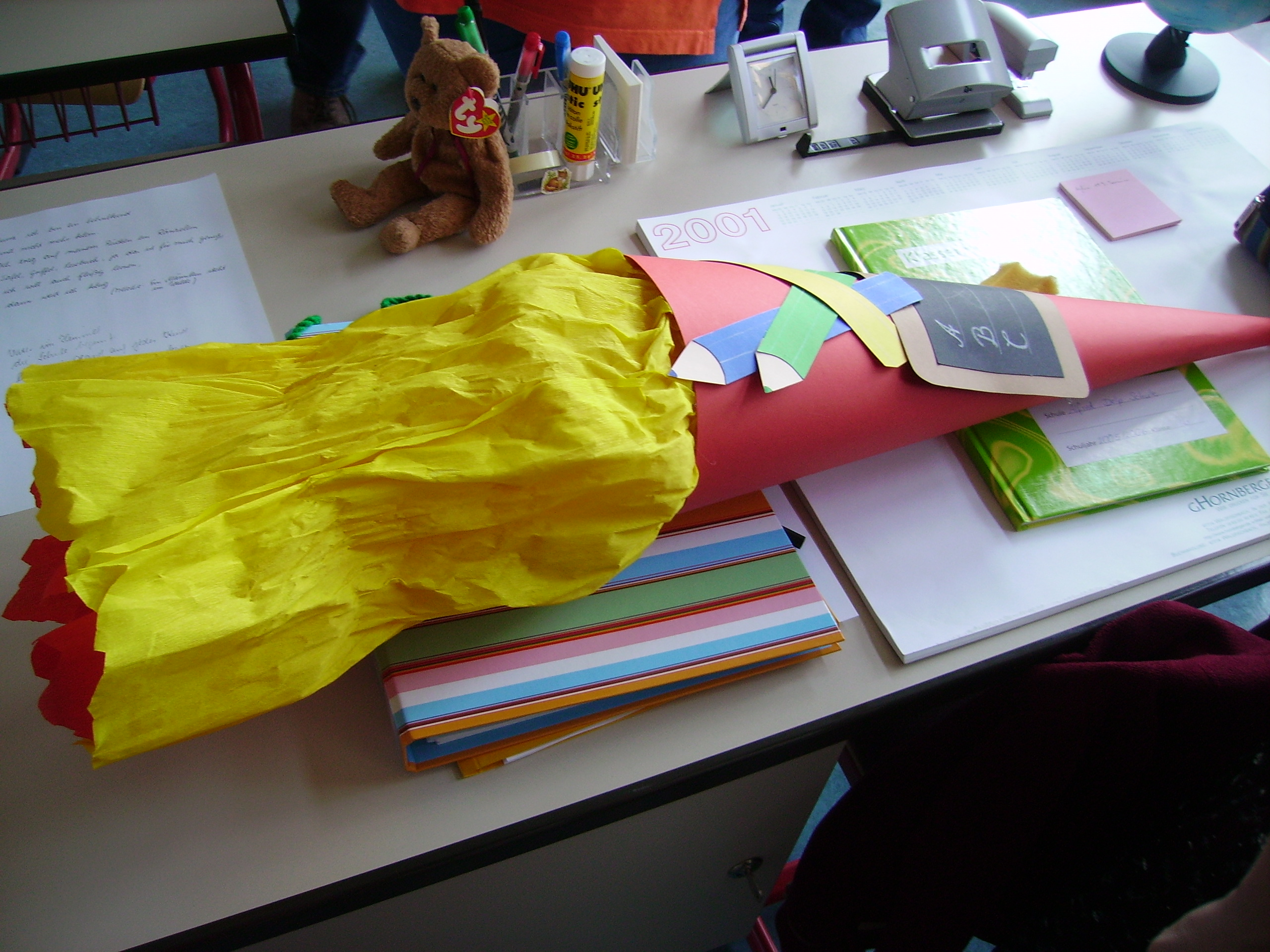
Un Zuckertüte ouvert.